# 한화그룹
한화그룹(Hanwha Group) 은 대한민국의 대표적 대기업 그룹으로 대한민국 내93개 계열사와 대한민국 외 국가의 616개의 법인/사무소를 두고 있다. 1952년 창업주 현암 김종희에 의해 설립된 한국화약주식회사(韓國火藥株式會社)를 모태로 출발했다.
2022년 대한민국 재계순위 7위, 포춘 선정 500대 기업

## 현황
현재는 우주 항공 방산 부문에서는 한화, 한화에어로스페이스, 한화시스템, 에너지 화학 부문에서는 한화솔루션, 한화토탈에너지스, 한화에너지, 한화임팩트, 금융 부문에서는 한화생명, 한화손해보험, 한화투자증권, 한화자산운용, 유통 서비스 부문에서는 한화호텔&리조트, 한화갤러리아 등을 대표 기업으로 가지고 있다.
2022년 4월 1일 공정거래위원회 집계 기준(공기업 제외), 공정자산은 80조 원, 매출액은 61조원, 당기순이익은 3조 1백억원으로 재계순위 7위 규모이다.

## 한화 트라이서클
한화그룹의 CI(Corporate Identity)는 '한화 트라이서클'(Hanwha TRIcircle)이라고 불린다. 한화 트라이서클은 세개의 타원형 원이 결합해 끊임없이 변화하고 팽창하며 상호 발전하는 형태로 한화그룹의 핵심가치인 도전, 헌신, 정도를 의미하고 있다.

## 사업부문

### 우주항공/방산부문
한화에어로스페이스는 가스터빈 엔진 및 부품, 항공기 부품, 우주발사체 엔진 등 우주항공, 유도무기체계, 탄약체계, 항법장치, 레이저, 우주발사체 관련 기술, 화력체계, 기동체계, 대공체계, 무인화체계 등 방산 장비 등의 사업을 영위하고 있다. (주)한화는 산업용 화약, 불꽃 프로모션, 마이닝 서비스, 이차전지 제조 장비, 태양광에너지 제조 장비, 협동로봇, 공장자동화(AGV · 자동창고 · 물류센터), 복합개발사업, 신재생 에너지(풍력·수소 등) 토목, 건축, 주택, 인프라, 환경, 화공 및 발전 플랜트 등 사업을 영위하고 있다. 한화시스템은 감시·정찰, 지휘통제·통신·사이버, IT시스템 통합, 인프라 운영, 클라우드 운영, 시스템 운영, IT 솔루션, 도심 항공 모빌리티(UAM) 등 영역의 사업을 영위하고 있다.

### 에너지/화학부문
한화솔루션은 신소재와 태양광 에너지, PO, PVC, CA, TDI, 수소탱크 등 신성장 동력을 적극 개발하며 글로벌 화학 선도기업으로 도약하기 위해 노력하고 있다.
한화에너지는 태양광발전, ESS(에너지 저장 시스템), 전력리테일, 에너지솔루션사업 개발등을 하고 있다. 한화토탈에너지스는 고부가 화학 제품과 에너지 제품을 생산하는 종합 케미칼 에너지 기업이다. 한화엔진은 조선 산업의 핵심 기자재인 대형 선박용 엔진 제작을 중심으로 엔진 부품의 판매와 서비스를 제공하고 있으며, 디젤엔진을 이용한 발전시설을 공급하는 종합 엔진메이커이다.

### 금융부문
한화생명, 한화손해보험, 한화저축은행 등 3개의 계열사와 한화투자증권과 한화자산운용 등 2개의 손자회사로 구성돼 있다.
1946년 대한민국 최초의 생명보험사로 출발한 한화생명은 최고 우량 보험회사로 인정받으며 한화생명(구 대한생명)은 2010년 상장했다. 한화손해보험은 1946년 설립한 국내 최초의 손해보험사로 제일화재와의 2009년 합병을 통해 규모의 경제를 갖춘 중대형 보험사가 되었다. 한화투자증권은 2010년 대한민국 내 푸르덴셜투자증권과 푸르덴셜자산운용을 인수했다.
금융계열사들은 '한화금융네트워크'라는 통합된 브랜드 하에 업종간 장벽 완화, 자본시장통합법 등 급변하는 금융시장 환경에 대응하고 있다

### 서비스/레저부문
명품백화점의 대표주자인 한화갤러리아는 사업 다각화를 통해 글로벌 패션 비즈니스와 프리미엄 시장을 주도하는 하이브리드형 유통 전문 기업으로 변신을 꾀하고 있다. 한화리조트, 한화개발, 한화63시티 레저부문 3개 회사가 통합해 2010년 1월 공식출범한 한화호텔리조트는 대한민국 최고의 프리미엄 종합 서비스/레저 기업을 지향하며, 사이판 월드리조트 인수와 태안 골든베이 골프&리조트 개발했다.

## 한화그룹 창업주 현암 김종희
한화그룹은 1952년 화약류의 제조를 위해 설립한 한국화약주식회사(현재의 ㈜한화)가 모태가 됐다. 해방 전 조선화약공판㈜ 직원이던 현암(玄岩) 김종희(金鍾喜) 한화그룹 선대회장은 화약에 대한 열정과 동료 직원들의 신뢰를 바탕으로 해방 이후 미군정에 귀속된 조선화약공판의 책임자로 발탁되었으며, 이를 기반으로 1952년 10월 9일 한국화약주식회사를 설립해 한국 화약산업의 선구자가 되었다.
이후 현암 회장은 대한민국 최초로 다이나마이트 제조에 성공했으며, 이를 통해 국토재건과 산업기반 조성에 크게 공헌했다. 이후 기계공업과 석유화학산업 등 중화학 공업 위주의 국가 기반산업 육성에 평생을 바쳐 '기업보국'의 경영철학을 실천했다.
이처럼 '한국 화약산업의 개척자로서 한국의 경제발전과 산업화를 앞당긴 기업인'으로서의 공로를 인정받아 현암 회장은 2009년 조폐공사가 선정한 '한국의 인물 100인 시리즈 메달'의 주인공으로 선정됐으며
, 2009년에는 한국경영사학회로부터 한국 경제에 기여한 공로를 기려 창업대상
을 받았다.

## 연혁
- 1952년 10월 한국화약주식회사(현 주식회사 한화/화약) 설립
- 1955년 10월 조선유지 인천 화약공장 불하 매수
- 1959년 6월 한국화약, 화약류 완전 국산화 및 대체 공급 개시 성장기
- 1964년 1월 신한베어링 인수
- 1965년 한국화성공업(현 한화솔루션 및 현대L&C)을 설립
- 1966년 태평물산 (현 주식회사 한화/무역) 설립
- 1968년 제일화재해상보험 인수
- 1969년 한국화약(주)이 경인에너지개발(주) 설립을 위한 50대 50의 합작 투자 계약을 미국의 유니온오일(현 코노코필립스)사와 체결
- 1971년 한국정공 설립함
- 1972년 1월 창업주 현암 김종희 회장, 한국과 그리스의 우호 증진과 교역 증대에 기여한 공을 인정받아 그리스의 콘스탄틴 국왕으로부터 금성십자훈장을 수여받음. 기업 경영은 물론 국제 협력을 통한 국위 선양에 많은 기여함.
- 1972년 한국플라스틱공업 설립
- 1973년 대일유업(현 빙그레) 인수, 동원공업, 태평양개발 설립
- 1974년 김포요업, 유리온포리마 설립
- 1975년 학교법인 천안북일학원(북일고등학교) 설립. 성운물산(주) 설립
- 1976년 성도증권, 서울프라자호텔, 태평양건설(현 한화건설), 고려시스템산업(주) 설립
- 1978년 태평양엔지니어링 설립
- 1979년 삼희통운 설립
- 1981년 창업주 현암 김종희 회장 영면, 제2대 회장인 김승연 회장이 승계하고 취임. 한양화학, 한국다우케미칼코리아를 인수 체결
- 1982년 삼희투자금융, 한화인력개발원 개원
- 1983년 삼희기획(현 한컴) 설립
- 1985년 산다, 정아레저타운, 정아컨트리클럽, 정아관광, 정아건설, (주)명성인수
- 1986년 한양유통, 빙그레 이글스(현 한화 이글스) 창단
- 1987년 제일경제 연구소, 한국자동차부품, 한국정밀
- 1988년 제일투자자문, 한양소재, 한국바스프우레탄 등 잇따라 설립
- 1990년 경향신문을 인수하였으나, 1998년 분리되었다. 헝가리에 한화은행을 설립
- 1992년 천안북일여자고등학교를 설립
- 1993년 명칭을 한국화약그룹에서 한화그룹으로 변경
- 1994년 10월 9일 한화가 3번째로 CI를 발표
- 1995년 센트럴제약을 인수
- 1997년 12월 한화종합화학과 독일 바스프사가 50대50으로 합작, 자본금 1132억 원으로 설립한 한화바스프우레탄의 지분을 바스프사에 1000억 원에 매각하고 한국바스프우레탄으로 사명을 변경했다. 독일 FAG와 합작하여 FAG한화베어링(현 셰플러코리아)을 설립하고, 한화석유화학(현 한화솔루션케미칼)과 한화종합화학(현 한화첨단소재 및 현대L&C)이 분할
- 1998년 1월 한화기계와 일본정공(NSK)이 50대50의 합작으로 설립 운영중인 한화NSK정밀을 NSK사에 200억 원에 매각하고 한국NSK로 사명 변경
- 1999년 한화에너지를 현대정유(현 HD현대오일뱅크)에 매각 완료돼 마침내 1999년 4월 2일 현대가 한화에너지 발행 주식의 38.817%(950만 주)와 한화에너지프라자의 발행 주식 100%(400만 주)를 약 498억 원에 일괄 인수하고 간판을 에너지프라자(Energy Plaza)에서 오일뱅크(OILBANK)로 교체하였으며, 발전 부문 자산은 그룹이 재인수한다는 내용의 주식 양수도 본계약을 체결했다가 한국종합에너지(현 포스코에너지)와 인천정유(현 SK인천석유화학)로 분할 및 설립. 한화이글스 99년 프로야구 우승. 대림그룹(현 DL그룹)과 합작으로 여천NCC 설립.
- 2000년 동양백화점(현 한화갤러리아타임월드)을 인수, 한화기술금융을 설립. 대덕테크노벨리 설립
- 2001년 한화오벨리스크 마포에 분양, 갤러리아펠리스를 분양
- 2002년 한화/건설부문이 한화건설로 분할되어 설립하고, 12월에는 대한생명(현 한화생명), 신동아화재(현 한화손해보험)을 인수함
- 2003년 중국 북경에 한화L&C 공장을 건립, FAG한화베어링 지분을 독일 FAG에 매각하고 2004년에 FAG베어링코리아로 사명 변경
- 2004년 서울역에 갤러리아 콩코스 개점, 한화국토개발(현 한화리조트) 제이드펠리스 골프클럽 개장
- 2006년 (주)한화/화약, 인천공장을 생산 중단하고, 충북 보은공장으로 이전, 11월에는 창립 55주년을 맞아 새로운 CI(Corporate Identity)인 '한화 트라이서클(Hanwha TRIcircle)'을 발표
- 2006년 한국종합에너지의 한화지분을 포스코(구 포항제철)에 매각, 한화생명 뉴욕현지법인 설립, 한화호텔&리조트가 보광훼미리마트(현 BGF리테일)의 계열사인 보광휘닉스파크를 인수
- 2006년 한화건설 사우디아라비아 법인 설립, 한화L&C 미 앨라배마 현지 공장 준공, 아산테크노밸리 설립, 한화L&C 상하이 자동차 부품 공장 준공
- 2007년 뉴CI 한화트라이서클 선포, 한화금융프라자 시청점 개소, 서산테크노밸리 설립, 한화증권 대한민국 최초 카자흐스탄 진출, 한화갤러리아 진주점 오픈, 한화L&C 미국 아즈델(Azdel)사 지분 인수, 당진테크노폴리스 인수
- 2008년 한화증권, 중국 현지법인 한화(상하이)투자자문유한회사 설립, 제일화재 편입, 제1회 한화 회장배 전국 사격대회 개최, 한화인재경영원 개원, 한화건설, 알제리 정유플랜트 착공
- 2009년 한화생명 베트남법인 보험영업 개시, 김해테크노밸리 설립, 한화L&C 캐나다공장 및 체코공장 준공, 한화호텔&리조트 사이판 월드리조트 인수, 대덕테크노밸리 준공, 통합 한화손해보험 출범
- 2010년 경기 화성바이오밸리 설립, 여수열병합발전소 준공, 한화호텔앤드리조트 통합 출범, 한화증권 대한민국 내 푸르덴셜투자증권 (현 한화투자증권) 및 푸르덴셜자산운용 (현 한화자산운용) 인수, 대한생명 유가증권시장 상장
- 2012년 사명을 대한생명에서 한화생명으로 변경. 여수열병합발전이 군장열병합발전을 합병하여 한화에너지로 새로이 출발
- 2014년 (주)한화가 한화테크엠을 기계부문으로 합병
- 2015년 삼성그룹으로부터 삼성종합화학 (현 한화임팩트), 삼성탈레스 (현 한화시스템), 삼성테크윈 (현 한화에어로스페이스 및 한화테크윈), 삼성토탈 (현 한화토탈) 인수, 한화갤러리아타임월드 서울 시내 면세점 사업자 확정
- 2015년 한화큐셀 미국 넥스트에라(NextEra)에 업계 최대 규모 1.5GW 모듈 공급 계약, 한화테크윈 및 한화탈레스(現 한화시스템) 출범
- 2016년 한화생명 총자산 100조 원 돌파, 한화디펜스 출범
- 2017년 한화지상방산, 한화파워시스템, 한화정밀기계 출범, 한화금융 공동 브랜드 라이프플러스(LIFEPLUS) 출범, 한화디펜스 K9 핀란드, 인도, 노르웨이 수출
- 2018년 한화시스템 출범, 한화에어로스페이스 베트남법인 공장 준공, ㈜한화 2018 평창 동계올림픽대회 및 동계패럴림픽대회 공식 후원(불꽃 및 성화봉 부문)
- 2019년 큐셀, 조지아 공장 준공
- 2020년 한화솔루션 출범, 갤러리아 광교 오픈, 한화시스템 영국 위성통신업체 페이저 솔루션 인수, 한화솔루션 미국 수소탱크업체 시마론 인수
- 2021년 한화에어로스페이스 인공위성업체 쎄트렉아이 지분 인수, 한화임팩트 수소혼수기술 보유 미국 PSM 등 인수, 한화솔루션 재생에너지 기업 프랑스 RES프랑스 인수, 스페이스 허브 출범
- 2022년 ㈜한화·한화솔루션, 미국 폴리실리콘 생산시설 보유기업 REC실리콘 지분 인수, 한화에어로스페이스와 한화디펜스 합병

## 계열사

### 우주항공/방산
- 주식회사 한화 (구. 한국화약(글로벌/기계/건설))
- 한화에어로스페이스
- 한화비전 (구. 삼성테크윈/한화테크윈/한화인더스트리얼솔루션즈)
- 한화세미텍
- 한화시스템 (구. 한화S&C/삼성탈레스/한화탈레스)
- 한화오션 (구. 대우조선공업/구. 대우조선해양)
- 한화로보틱스
- 한화모멘텀
- 스페이스허브

### 에너지/화학
- 한화솔루션 케미칼부문 (구. 한양화학지주/한국다우케미칼/진양화인케미칼/한국화인케미칼/한양화학/한화종합화학 석유화학부문/한화석유화학/KPX화인케미칼/한화케미칼/한화화인케미칼/한화큐셀앤드첨단소재)
- 한화솔루션 큐셀부문
- 한화첨단소재
- 한화토탈에너지스 (구 삼성토탈/한화토탈)
- 한화임팩트 (구. 삼성종합화학/한화종합화학)
- 한화파워시스템
- 여천NCC (DL그룹과 합작)
- 한화에너지 (구. 여수열병합발전/군장열병합발전)
- 한화엔진

### 금융
- 한화생명보험 (구. 대한생명)
- 한화생명금융서비스
- 한화손해보험 (구. 신동아화재/제일화재해상보험)
- 한화자산운용 (구. 한화투자신탁운용/푸르덴셜자산운용)
- 한화저축은행 (구. 새누리저축은행)
- 한화투자증권 (구. 푸르덴셜투자증권/한화증권/한화인베스트먼트)
- 캐롯손해보험

### 유통 서비스
- 한화호텔앤드리조트 (구. 한화리조트주식회사/한화개발/한화국토개발)
  - 한화푸드테크 (구. 더테이스터블)
  - 아쿠아플라넷
  - 한화넥스트
- 한화갤러리아
  - 한화갤러리아타임월드 (구. 한화타임월드)
  - 한화B&B
- 한화커넥트
- 한화호텔앤드리조트/에스테이트

### 스포츠
- 한화 이글스 (한화프로야구단)

## 전 계열사
- 한양화학 (현. 한화솔루션)
- 한화에너지 (구. 경인에너지, 현. SK인천석유화학)
- 한화에너지프라자 (구. 동양연료, 현. HD현대오일뱅크)
- 한국종합에너지 (현. 포스코에너지)
- 한화바스프우레탄 (현. 한국바스프)
- 한화L&C (구. 대한프라스틱공업/공영화학/한국화성/동양화학/우풍화학/한국프라스틱공업/한화종합화학, 현. 현대L&C)
- 한화NSK정밀 (현. 한국NSK)
- FAG한화베어링 (현. 셰플러코리아)
- 대덕테크노밸리
- 빙그레 (구. 대일유업)
- 경향신문
- 드림파마 : 미국 알보젠社에 매각, 현재는 근화제약을 합병하여 알보젠코리아가 됨.
- 한컴(Hancomm): 두산그룹 계열 오리콤에 매각

## 같이 보기
- 대한민국의 기업 목록
- 대한민국의 경제
- 아쿠아플라넷
- 빙그레